# Cantonul Tardets-Sorholus
Cantonul Tardets-Sorholus este un canton din arondismentul Oloron-Sainte-Marie, departamentul Pyrénées-Atlantiques, regiunea Aquitania, Franța.

## Comune
- Alçay-Alçabéhéty-Sunharette
- Alos-Sibas-Abense
- Camou-Cihigue
- Etchebar
- Haux
- Lacarry-Arhan-Charritte-de-Haut
- Laguinge-Restoue
- Larrau
- Lichans-Sunhar
- Licq-Athérey
- Montory
- Ossas-Suhare
- Sainte-Engrâce
- Sauguis-Saint-Étienne
- Tardets-Sorholus (reședință)
- Trois-Villes